# Phillips, Craig and Dean
Phillips, Craig and Dean – amerykański zespół grający współczesną muzykę chrześcijańską oraz Trio. Pochodzą z Teksasu, USA. 
W skład zespołu od 1991 wchodzą Randy Phillips, Shawn Craig i Dan Dean i w tym składzie są do dzisiaj (2009). Ich płyty sprzedały się w liczbie ponad 2 mln egzemplarzy.  
Najbardziej popularne piosenki zespołu to „Favorite Song of All”, „My Praise”, „I Want to be Just Like You”, „Friend of God” i „You Are God Alone”.

## Dyskografia
- Phillips, Craig & Dean (1992)
- Lifeline (1994)
- Trust (1995)
- Repeat the Sounding Joy (1996)
- Where Strength Begins (1997)
- Restoration (1999)
- Let My Words Be Few (2001)
- Let Your Glory Fall (2003)
- Let The Worshipers Arise (2004)
- Top of My Lungs (2006)
- Fearless (2009)
- Breathe In (2012)
- Hope for All the World (2013)
- Above It All (2014)
- Hymns & Psalms (2016)
- You're Still God (2020)